# جون ويبر (ملحن)
جون ويبر (بالإنجليزية: Jon Weber)‏ هو عازف جاز وملحن وعازف بيانو أمريكي، ولد في 1961.

## وصلات خارجية
- جون ويبر على موقع ميوزك برينز (الإنجليزية)